# Taching am See
Taching am See là một đô thị tại huyện Traunstein bang Bayern, Đức.